# Хоакін Москера
Хоакін Маріано де Москера-Фігероа-і-Арболеда-Саласар (ісп. Joaquín Mariano de Mosquera-Figueroa y Arboleda-Salazar; 14 грудня 1787 — 4 квітня 1878) — південноамериканський державний діяч, один із засновників незалежної Колумбії, президент Великої Колумбії й віцепрезидент Республіки Нова Гранада.

## Біографія
Народився 1787 року в Попаяні. Здобув юридичну освіту, 1805 року закінчивши Університет Кауки. Після того працював адвокатом. 1810 року брав участь у революційних подіях та вступив до лав республіканської армії. Дослужився до звання капітана.
1 квітня 1830 року президент Великої Колумбії Сімон Болівар пішов з Боготи на лікування. Трохи згодом Болівар оголосив про свій вихід у відставку, й 4 травня Конгрес обрав Хоакіна Москеру новим президентом, а до його прибуття до столиці 13 червня обов'язки голови держави виконував віцепрезидент Домінго Кайседо. У зв'язку з хворобою Москери Кайседо від 2 серпня знову почав виконувати обов'язки президента. Невдовзі в Боготі почалось повстання венесуельського батальйону, в результаті якого до влади прийшов генерал Рафаель Урданета. Москера та Кайседо були змушені залишити Боготу. Проте колумбійські генерали не підтримали Урданету, й тому довелось навесні піти на перемовини, в результаті яких він визнав Москеру президентом, а Кайседо — в. о. президента.
У зв'язку з фактичним розпадом країни 15 листопада 1831 року було скликано Конституційну Асамблею, яка від 23 листопада 1831 року встановила владу тимчасового уряду й обрала віцепрезидентом генерала Хосе Марію Обандо (через відсутність президента він фактично став в. о. голови держави).